# Поргес, Генрих
Генрих Поргес (нем. Heinrich Porges; 25 ноября 1837, Прага, Земли Чешской короны — 17 ноября 1900, Мюнхен) — немецкий музыкальный критик, дирижёр и композитор еврейского происхождения. Отец драматурга Эльзы Бернштейн.

## Биография
Изучал в Пражском университете философию и право, там же учился музыке у Целестина Мюллера (фортепиано), Франтишека Руммеля (гармония) и Йозефа Звонаржа (контрапункт). С юности увлекался музыкой Новой немецкой школы, в особенности Франца Листа.
В 1863 году занимался организацией концерта из произведений Рихарда Вагнера в Праге, успех которого предопределил его скорое сближение с композитором. перебрался в Лейпциг, где вошёл в число постоянных сотрудников «Новой музыкальной газеты», некоторое время был заместителем её главного редактора Франца Бренделя.
С 1866 года по приглашению короля Людвига, назначившего ему пожизненный пенсион, жил в Мюнхене. Некоторое время работал редактором в газете Süddeutsche Presse, преподавал фортепиано, с 1880 года редактировал отдел музыки в газете Münchner Neueste Nachrichten.
В 1880—1896 гг. в разных качествах участвовал в подготовке Байройтских фестивалей, оставил подробные записки об участии Вагнера в репетициях и постановках (нем. Die Bühnenproben zu den 1876-er Festspielen).
В 1866—1867 гг. написал (видимо, для короля) аналитический разбор оперы «Тристан и Изольда», по поводу которого переписывался с Вагнером; этот текст опубликован посмертно в 1902—1903 гг. и отдельным изданием в 1906 г. под редакцией Ганса фон Вольцогена.
В 1886 году организовал собственный хоровой коллектив (нем. Porgesschen Gesangverein) для исполнения музыки Вагнера, Листа, Антона Брукнера и других новейших немецких композиторов. Cкоропостижно умер во время репетиции оратории Листа «Христос». После смерти Поргеса его хором руководили Макс Эрдмансдёрфер, затем Макс Регер.
Имя Поргеса носит улица в Мюнхене (нем. Porgesstraße).